# Bernard Lovell
Sir Alfred Charles Bernard Lovell (Oldland, 31 agosto 1913 – Swettenham, 6 agosto 2012) è stato un astronomo e fisico inglese.
Fu direttore dell'osservatorio Jodrell Bank dal 1945 al 1980. Considerato il padre della radioastronomia, è l'inventore del più grande radiotelescopio orientabile del mondo.

## Scienza e politica
L'antropologo Loren Eiseley dà una interpretazione del pensiero di Bernard Lovell in un suo articolo dell'autunno del 1970 a supporto dell'universalità della visione scientifica rispetto a quella politica che ha rapporti con un presente sempre sfuggente. L'occasione nasce da una dichiarazione di un senatore americano, il quale, in seguito allo sbarco sulla Luna del 20 luglio 1969, dichiarò l'uomo padrone dell'universo. Dichiarare l'uomo padrone del cosmo, sottotitola ironicamente l'articolo, equivale ad installare una cavalletta a segretario generale delle Nazioni Unite. Infatti, per la velocità della luce, che non è infinita come risultava a Cartesio, ad esempio, e considerando le osservazioni fatte fino ai nostri giorni, Lovell rileva che queste risultano obsolete perché scadute da qualche milione di anni.